# Денкте
Денкте (њем. Denkte) општина је у њемачкој савезној држави Доња Саксонија. Једно је од 37 општинских средишта округа Волфенбител. Према процјени из 2010. у општини је живјело 3.077 становника. Посједује регионалну шифру (AGS) 3158008.

## Географски и демографски подаци
Денкте се налази у савезној држави Доња Саксонија у округу Волфенбител. Општина се налази на надморској висини од 154 метра. Површина општине износи 18,2 km². У самом мјесту је, према процјени из 2010. године, живјело 3.077 становника. Просјечна густина становништва износи 169 становника/km².